# Хансен, Арнбьёрн
Арнбьёрн Теодор Хансен (фар. Arnbjørn Theodor Hansen; род. 27 февраля 1986, Айи) — нападающий сборной Фарерских островов, играющий за клуб «ЭБ/Стреймур» в Премьер-Лиге Фарерских островов. На данный момент Хансен является лучшим бомбардиром в Премьер-Лиге с 11 голами. Был на просмотре в датском клубе «Оденсе».